# Colostygia vespertaria
Colostygia vespertaria är en fjärilsart som beskrevs av Ignaz Schiffermüller 1775. Colostygia vespertaria ingår i släktet Colostygia och familjen mätare. Inga underarter finns listade i Catalogue of Life.